# Еталон смереково-букового з домішкою явора насадження
Еталон смереково-букового з домішкою явора насадження — ботанічна пам'ятка природи місцевого значення. Об'єкт розташований на території Надвінянського району Івано-Франківської області, Бистрицьке лісництво, квартал 75, виділ 8.
Площа — 2,9000 га, статус отриманий у 1972 році.